# 미시간 대 롱 사건
미시간 대 롱 사건(Michigan v. Long 463 U.S. 1032 (1983))은 미국 연방대법원의 유명 판례이다. 테리 대 오하이오 사건의 연장오로 합리적인 의혹이 있는 경우에 자동차 사물함 내부를 수색할 수 있도록 하였다. 또한 적절하고 독립적인 주의 근거 원칙을 명확히 하였다. 본 사안에서 적절하고 독립적인 주의 근거가 불충분하다고 보았다. 미시간 대법원은 주법이 아닌 연방법에 전적으로 의존하여 판단을 내렸기 때문이다.